# Pleurocodonellina microperforata
Pleurocodonellina microperforata är en mossdjursart som beskrevs av Tilbrook 2006. Pleurocodonellina microperforata ingår i släktet Pleurocodonellina och familjen Smittinidae. Inga underarter finns listade i Catalogue of Life.